# Actinotia lyncea
Actinotia lyncea är en fjärilsart som beskrevs av Jacob Hübner 1809. Actinotia lyncea ingår i släktet Actinotia och familjen nattflyn. Inga underarter finns listade i Catalogue of Life.